# Hulugondanahalli, Kanakapura
Hulugondanahalli là một làng thuộc tehsil Kanakapura, huyện Ramanagara, bang Karnataka, Ấn Độ.